# Nationalparker i Grækenland
Grækenland har 12 nationalparker, hvoraf de to er marine. Derudover er der 10 Nationalskove.
Grækenland er præget af et ekstremt fragmenteret landskab, der er vært for en stor mangfoldighed af økosystemer og en enestående biodiversitet. Næsten 5% af dens omfattende kystlinje består af økologisk følsomme vådområder. To tredjedele af den samlede befolkning bor mindre end 2 km fra kysten, og de fleste af de vigtige bycentre er kystnære, mens næsten al turistinfrastrukturen er delt mellem øer og kystnært fastland.

## Grækenlands klima
Grækenlands klima er opdelt i tre typer. Et middelhavsklima med milde, våde vintre og varme, tørre somre. Temperaturer når sjældent ekstremer, selvom snefald forekommer lejlighedsvis selv i Athen, Kykladerne eller Kreta om vinteren. Et alpint klima findes primært i det vestlige Grækenland (Epirus, Central Grækenland, Thessalien, Vest Makedonien såvel som centrale dele af Peloponnes som Achaea, Arkadia og dele af Lakonia, hvor den alpine bjergæde passerer). Et tempereret klima findes i det centrale og østlige Makedonien såvel som i Thrakien på steder som Komotini, Xanthi og det nordlige Evros ; med kolde, fugtige vintre og varme, tørre somre.

## Historie
En sådan klimatisk og biodiversitet, med den rige flora og fauna, gjorde behovet for oprettelse af nationalparker indlysende allerede i 1937, da regeringen Ioannis Metaxas udstedte den første lov om nationalparker i Grækenland. I 1938 blev den første nationalpark i Grækenland etableret, Mount Olympus Nationalpark, efterfulgt af den øjeblikkelige oprettelse af Parnassos Nationalpark .
Antallet af græske nationalparker er siden vokset til et samlet antal på 27. Disse består af 10 nationale skove, 2 nationale havparker og 15 nationale parker. Sondringen mellem nationale skove og nationalparker er uklar, det ser ud til, at parker oprettet før 1995 blev kaldt nationale skove, som tidligere bevaret med fokus på sådanne områder. En ufuldstændig liste over græske nationalparker følger:
| Navn                          | Etableret | Areal (ha) | Kort                                                                          | Foto |
| ----------------------------- | --------- | ---------- | ----------------------------------------------------------------------------- | ---- |
| Ainos Nationalpark            | 1962      | 2.862      | Nationalparker i Grækenland ligger i Grækenland · Nationalparker i Grækenland |      |
| Alonnisos Marine Nationalpark | 1992      | 208.713    | Nationalparker i Grækenland ligger i Grækenland · Nationalparker i Grækenland |      |
| Oeta Nationalpark             | 1966      | 7.210      | Nationalparker i Grækenland ligger i Grækenland · Nationalparker i Grækenland |      |
| Olympen Nationalpark          | 1938      | 3.988      | Nationalparker i Grækenland ligger i Grækenland · Nationalparker i Grækenland |      |
| Parnassos Nationalpark        | 1938      | 3.513      | Nationalparker i Grækenland ligger i Grækenland · Nationalparker i Grækenland |      |
| Parnitha Nationalpark         | 1961      | 3.812      | Nationalparker i Grækenland ligger i Grækenland · Nationalparker i Grækenland |      |
| Pindus Nationalpark           | 1966      | 6.927      | Nationalparker i Grækenland ligger i Grækenland · Nationalparker i Grækenland |      |
| Prespessøen Nationalpark      | 1974      | 19.470     | Nationalparker i Grækenland ligger i Grækenland · Nationalparker i Grækenland |      |
| Samaria Nationalpark          | 1962      | 4.850      | Nationalparker i Grækenland ligger i Grækenland · Nationalparker i Grækenland |      |
| Sounio Nationalpark           | 1974      | 3.500      | Nationalparker i Grækenland ligger i Grækenland · Nationalparker i Grækenland |      |
| Vikos–Aoös Nationalpark       | 1973      | 12.600     | Nationalparker i Grækenland ligger i Grækenland · Nationalparker i Grækenland |      |
| Zakynthos Marine Nationalpark | 1999      | 13.500     | Nationalparker i Grækenland ligger i Grækenland · Nationalparker i Grækenland |      |

Hver nationalpark består af en kerne og området omkring den. I henhold til græsk lov kan kerneområdet ikke være mindre end 15 km², med undtagelse af marine nationalparker. Det omkringliggende område skal være større end eller i det mindste lig med kernens størrelse.
I kernen af nationalparken er kun videnskabelig forskning, og erhvervelse af miljørelaterede oplysninger tilladt mens der kun er begrænsede rekreative aktiviteter . Oprettelse af mere publikumorienterede aktiviteter er tilladt i det omkringliggende område af nationalparken.